# Zlaté maliny za rok 2006
27. výroční Zlatá malina byla vyhlášena v Ivar Theatre v Hollywoodu 24. února 2007. Nominace byly oznámeny 22. ledna 2007, nejvíce nominací, sedm, obdržely filmy Základní instinkt 2 a Pidihajzlík.
Kategorie Nejhorší remake nebo pokračování byla rozdělena na Nejhorší remake nepo rip-off a Nejhorší prequel nebo pokračování. Speciální kategorií pro tento rok byl Nejhorší rodinný film.

## Nominace
| Kategorie                         | Nominace (vítěz tučně)                                                                                 |
| --------------------------------- | --- |
| Nejhorší film                     | Základní instinkt 2 (Sony/Columbia)                                                                    |
| Nejhorší film                     | BloodRayne (Romar Entertainment)                                                                       |
| Nejhorší film                     | Žena ve vodě (Warner Bros.)                                                                            |
| Nejhorší film                     | Pidihajzlík (Sony/Revolution)                                                                          |
| Nejhorší film                     | The Wicker Man (Warner Bros.)                                                                          |
| Nejhorší herec                    | Marlon Wayans a Shawn Wayans ve filmu Pidihajzlík                                                      |
| Nejhorší herec                    | Tim Allen ve filmech Santa Claus 3: Úniková klauzule, Chundelatý pes a Zoom: Akademie pro superhrdiny  |
| Nejhorší herec                    | Nicolas Cage ve filmu Rituál                                                                           |
| Nejhorší herec                    | Larry the Cable Guy ve filmu Larry - inspektor hygienické stanice                                      |
| Nejhorší herec                    | Rob Schneider ve filmu (J)elita ze střídačky a Pidihajzlík                                             |
| Nejhorší herečka                  | Sharon Stone ve filmu Základní instinkt 2                                                              |
| Nejhorší herečka                  | Hilary Duff ve filmu Holky v balíku                                                                    |
| Nejhorší herečka                  | Lindsay Lohan ve filmu Jen trošku štěstí                                                               |
| Nejhorší herečka                  | Kristanna Loken ve filmu BloodRayne                                                                    |
| Nejhorší herečka                  | Jessica Simpson ve filmu Rande měsíce                                                                  |
| Nejhorší herec ve vedlejší roli   | M. Night Shyamalan ve filmu Žena ve vodě                                                               |
| Nejhorší herec ve vedlejší roli   | Danny DeVito ve filmu Budiž světlo                                                                     |
| Nejhorší herec ve vedlejší roli   | Ben Kingsley ve filmu BloodRayne                                                                       |
| Nejhorší herec ve vedlejší roli   | Martin Short ve filmu Santa Claus 3: Úniková klauzule                                                  |
| Nejhorší herec ve vedlejší roli   | David Thewlis ve filmech Satan přichází a Základní instinkt 2                                          |
| Nejhorší herečka ve vedlejší roli | Carmen Electra ve filmech Děsnej doják a Scary Movie 4                                                 |
| Nejhorší herečka ve vedlejší roli | Kate Bosworth ve filmu Superman se vrací                                                               |
| Nejhorší herečka ve vedlejší roli | Kristin Chenoweth ve filmech Budiž světlo, Růžový panter a Rodinná dovolená a jiná neštěstí            |
| Nejhorší herečka ve vedlejší roli | Jenny McCarthy ve filmu John Tucker musí zemřít                                                        |
| Nejhorší herečka ve vedlejší roli | Michelle Rodriguez ve filmu BloodRayne                                                                 |
| Nejhorší pár na plátně            | Shawn Wayans a Kerry Washington nebo Marlon Wayans ve filmu Pidihajzlík                                |
| Nejhorší pár na plátně            | Tim Allen a Martin Short ve filmu Santa Claus 3: Úniková klauzule                                      |
| Nejhorší pár na plátně            | Nicolas Cage a jeho medvědí oblek ve filmu Rituál                                                      |
| Nejhorší pár na plátně            | Hilary a Haylie Duff ve filmu Holky v balíku                                                           |
| Nejhorší pár na plátně            | prsa Sharon Stone ve filmu Základní instinkt 2                                                         |
| Nejhorší remake nepo rip-off      | Pidihajzlík (Sony/Revolution)                                                                          |
| Nejhorší remake nepo rip-off      | Růžový panter (Columbia)                                                                               |
| Nejhorší remake nepo rip-off      | Poseidon (Warner Bros.)                                                                                |
| Nejhorší remake nepo rip-off      | Chundelatý pes (Disney)                                                                                |
| Nejhorší remake nepo rip-off      | Rituál (Warner Bros.)                                                                                  |
| Nejhorší prequel nebo pokračování | Základní instinkt 2 (Sony/Columbia)                                                                    |
| Nejhorší prequel nebo pokračování | Agent v sukni 2 (Fox)                                                                                  |
| Nejhorší prequel nebo pokračování | Garfield 2 (Fox)                                                                                       |
| Nejhorší prequel nebo pokračování | Santa Claus 3: Úniková klauzule (Disney)                                                               |
| Nejhorší prequel nebo pokračování | Texaský masakr motorovou pilou: Počátek (New Line)                                                     |
| Nejhorší režie                    | M. Night Shyamalan za film Žena ve vodě                                                                |
| Nejhorší režie                    | Uwe Boll za film BloodRayne                                                                            |
| Nejhorší režie                    | Michael Caton-Jones za film Základní instinkt 2                                                        |
| Nejhorší režie                    | Ron Howard za film Šifra mistra Leonarda                                                               |
| Nejhorší režie                    | Keenen Ivory Wayans za film Pidihajzlík                                                                |
| Nejhorší scénář                   | Základní instinkt 2, scénář Leora Barish a Henry Bean, založené na postavách vytvořených Joe Eszterhas |
| Nejhorší scénář                   | BloodRayne, scénář Guinevere Turner, založeno na video game                                            |
| Nejhorší scénář                   | Žena ve vodě, napsal M. Night Shyamalan                                                                |
| Nejhorší scénář                   | Pidihajzlík, napsali Keenen Ivory Wayans, Marlon Wayans a Shawn Wayans                                 |
| Nejhorší scénář                   | Rituál, scénář adaptovaný Neil LaBute podle scénáře Anthony Schaffer                                   |
| Nejhorší rodinný film             | Rodinná dovolená a jiná neštěstí (Sony/Columbia)                                                       |
| Nejhorší rodinný film             | Budiž světlo (Fox)                                                                                     |
| Nejhorší rodinný film             | Garfield 2 (Fox)                                                                                       |
| Nejhorší rodinný film             | Santa Claus 3: Úniková klauzule (Disney)                                                               |
| Nejhorší rodinný film             | Chundelatý pes (Disney)                                                                                |